# Генрих IV Верный
Генрих IV (II) Верный (Жаганьский) (пол. Henryk IV Wierny, нем. Heinrich IV. von Glogau-Sagan; 1291/1292 — 22 января 1342). В 1309—1312 годах правил вместе с братьями Конрадом, Болеславом, Яном и Пшемыслом в Жаганьском, Сцинавском и Великопольском княжествах. Вместе с братьями Яном и Пшемыслом в 1312—1314 годах владел Познанским княжеством и в 1312—1317 годах Сцинавским княжеством. Вместе с Пшемыслом правил в Жагани (1317—1321) и Глогуве (1318—1321). С 1321 года Генрих IV единолично правил в Жаганьском княжестве. С 1329 года — наследственный ленник чешской короны. Во многих документах Генрих именовал себя Наследником Королевства Польского (Heres Regni Polonie).

## Биография
Представитель силезской линии польской династии Пястов. Старший сын Генриха III (1251/1260 — 1309), князя Глогувского (1273/1274 — 1309), и Матильды Брауншвейг-Люнебургской (1276—1318). Прозвище «Верный» получил в современных ему хрониках XIV века. Генрих III подготовил своего старшего сына к участию в политике с ранних лет. В 1296 году четырехлетний Генрих сопровождал своего отца на переговорах с князем Куявским Владиславом Локетком в Кшивине. Молодой князь Генрих сыграл важную роль на этой встрече: Владислав Локетек назначил его своим наследником в Познанском княжестве в случае, если он скончается без наследника. Кроме того, Владислав Локетек также вынужден был согласиться гарантировать наследование потомками Генриха III в Глогувском княжестве. Позднее, когда у Владислава Локотека родились сыновья, он отказался исполнять этот договор.
9 декабря 1309 года князь Генрих III Глоговский скончался. Его сыновья Генрих IV, Конрад, Болеслав, Ян и Пшемысл стали совместно править во владениях их отца, за исключением Глогува, который получила в качестве вдовьего удела их мать Матильда Брауншвейг-Люнебургская. Несмотря на достижение совершеннолетия, с 1309 по 1312 год Генрих IV и его младшие братья находились под опекой матери. 
В 1312 году произошел первый раздел отцовских владений. Восточная часть владений Генриха III (города Олесница и Ключборк, Калишская и Гнезненская земли) получили во владение князья Конрад и Болеслав. Генрих IV вместе с братьями Яном и Пшемком стали править в Сцинаве, Жагани и Познани. 
Ситуация для князей Глогувских была сложной с самого начала их правления. Не был решен конфликт с князьями Легницкими из-за наследства Генриха IV Пробуса, а Владислав Локетек угрожал захватить у сыновей Генриха III Великую Польшу. В этой обстановке Генрих Верный решил установить дружественные отношения с маркграфами Бранденбургскими, в качестве противовеса против врагов. В 1310 году был заключен выгодный брак между Генрихом IV и Матильдой, дочерью маркграфа Германа Бранденбургского. Согласно брачному контракту, в городах Кросно-Оджаньске и Жагани были расставлены бранденбургские гарнизоны. Эти города вернулись по контроль сыновей Генриха III в 1319 году. В рамках укрепления отношений с домом Асканиев Генрих IV вместе с младшими братьями Конрадом и Болеславом 3 марта 1310 года на съезде в Берлине отказались от своих претензий на Гданьское Поморье в пользу маркграфов Вальдмара и Иоганна Бранденбургских. Последние вскоре также отказались от претензий на Гданьское Поморье за большую денежную сумму в пользу Тевтонского ордена.
В 1310 году в Великой Польше вспыхнуло восстание против власти князя Генриха IV Глогувского и его младших братьев. Генрих IV потерпел неожиданное поражение от повстанцев в битве под Клецко. Через два года ситуация для сыновей Генриха III ухудшилась. На сторону повстанцев перешли архиепископ гнезненский Якуб Свинка и епископ познанский Анджей Заремба. В 1313 году в великопольский конфликт был вовлечен князь краковский Владислав Локетек. В 1314 году Великая Польша (Познанская, Калишская и Гнезненская земли) перешли под контроль Владислава Локетека и были включены в состав Польского королевства. В руках сыновей Генриха III осталась только часть великопольской территории, расположенная по реке Обра, которая была потеряна в 1332 году. Всхова перешла под контроль поляков в правление князя Жаганьского Генриха V Железного, сына Генриха Верного. Сыновья Генриха III позднее неоднократно дипломатическим и даже военным путями пытались вернуть под свою власть Великую Польшу, но безрезультатно. С этой целью князья заключили ряд невыгодных договоров с маркграфами Бранденбурга, надеясь на их военную поддержку. До реализации этих планов дело не дошло из-за смерти маркграфа Вальдемара и пресечения Бранденбургской линии династии Асканиев в 1320 году.
В 1312—1317 годах князь Генрих IV Глогувский и его братья вели неудачную войну против князей Легницких. 8 января 1317 года было заключено перемирие, по условию которого князья Глогувские вынуждены были отдать территорию между Одером и Волувом, вместе с городами Ураз и Любёнж.
После смерти Матильды Брауншвейг-Люнебургской в 1318 году Генрих IV вместе с братом Пшемыслом унаследовали Глогувское княжество, а в 1321 году  окончательно разделили свои владения: Генрих стал единолично править в Жагани, а Пшемысл ― Глогуве.
В 1322 году против сыновей Генриха III была сформирована коалиция силезских князей (Бернард Свидницкий, Генрих Вроцлавский и Болеслав Легницкий), во главе которой стоял польский король Владислав Локетек. Это дополнительно способствовало ослаблению Глогувских князей и потерей Намыслува.
В 1323 году, чтобы избежать зависимости от германского императора Людовика IV Виттельсбаха, Генрих IV передал своё княжество под опеку папы римского. 29 июля 1326 года Генрих Верный заключил договор со своими младшими братьями Яном Сцинавским и Пшемком Глогувским, согласно которому, если один из них умрет без мужского вопроса, два других должны были унаследовать его земли. Возможно, что это была попытка восстановить единство Глогувского княжества.
С 1327 года политическая ситуация в Силезии резко изменилась. Ян Люксембургский, король Чехии, начал открыто вмешиваться в дела Нижней Силезии. В 1329 году силезские князья Болеслав Легницкий, Ян Сцинавский, Конрад I Олесницкий и Генрих IV Жаганьский вынуждены были признать себя вассалами чешской короны. Из сыновей Генриха III только Пшемысл Глоговский отказался признавать на собой власть чешского короля. При поддержке короля Чехии Яна Люксембургского князь Генрих IV Жаганьский безуспешно пытался претендовать на наследство дома Асканиев в Бранденбурге.
В 1331 году скончался бездетный князь Пшемысл Глоговский (был отравлен). В соответствии с заключенным ранее соглашением, его княжество было разделено между Генрихом IV Жаганьским и Яном Сцинавским. В руках Констанции Свидницкой, вдовы Пшемысла, остались столица княжества город Глогува и Бытом-Оджаньский. В том же году Ян Люксембургский вторгся в Глогувское княжество, лишив вдову и братьев покойного их наследства. За сумму в 2 000 гривен Ян Люксембургский приобрел у князя Яна Сцинавского его права на половину Глогувского княжества. Эти действия чешского короля нарушали права Констанции Свидницкой и Генриха IV Жаганьского, который до конца жизни не смог вернуть себе половину Глогува.
Для того, чтобы предотвратить продажу Яном Сцинавским своего княжества чешской короне, 25 июля 1334 года князья Генрих IV Жаганьский и Конрад I Олесницкий заключили с ним договор, по условиям которого Ян обязывался без согласия братьев не продавать ничего из своих владений. Через год, в 1335 году, братья Генрих IV Жаганьский и Конрад Олесницкий выкупили у Яна Сцинавского его княжество с правом владения им до его смерти. Эти приобретения также утвердил чешский король Ян Люксембургский. 30 апреля 1341 года Генрих IV Жаганьский получил во владение от своего брата Яна Сцинавского Всховскую землю.
Генрих IV Верный скончался 22 января 1342 года в Жагани, он был похоронен в местном костёле августинцев.

## Семья
5 января 1310 года Генрих IV Верный женился на Матильде (ок. 1296—1323/1329), старшей дочери маркграфа Германа Бранденбург-Зальцведельского и Анны Австрийской. У них родилось четверо детей:
- Ядвига (ок. 1316—1348), аббатиса в Требнице
- Генрих V Железный (ок. 1319—1369), князь Жаганьский, Глогувский и Сцинавский
- Саломея (ок. 1320 — ок. 1359), жена с 1335 года Генриха II фон Рейсса, фогта Плауэна (ум. 1350)
- Агнесса (ок. 1321—1362), 1-й муж с 1332 года князь Лешек Рацибужский (1290/1292 — 1336), 2-й муж с 1341 года князь Людвик I Бжегский (1313/1321 — 1398).